# Арзамасова Єлизавета Миколаївна
Єлизавета Миколаївна Арзамасова (рос. Арзамасова Елизавета Николаевна; нар. 17 березня 1995, Москва) — російська акторка. Популярність отримала після виконання однієї з головних ролей — роль ерудита і вундеркінда Галини Сергіївни Васнецової в серіалі «Татусеві дочки» на телеканалі СТС.

## Життєпис
Народился 17 березня 1995 року.
Закінчивши школу в 2012 році, Єлизавета всіх здивувала вибором інституту.
Всупереч загальним очікуванням, вона не стала вступати в театральні вузи, а поступила на продюсерський факультет Гуманітарного інституту телебачення і радіомовлення ім. М. А. Літовчіна.
У кіно знялась у чотири роки. Її відібрали на невелику роль у фільмі «Лінія захисту».
Спробувала себе і як співачка — записала два синґли і зняла кліпи: «Я твоє сонце» (2010) та «Передчуття» (2012).
Фігурант бази даних центру «Миротворець» (свідоме багаторазове порушення Державного кордону України — кінозйомки та відпочинок в окупованому РФ Криму).

### Благодійність
Активно займається благочинністю. Разом з іншими відомими людьми вона знялася в інформаційному відеоролику фонду «Шередарь», який займається розвитком доступної реабілітації для дітей після важких захворювань. Крім того, Ліза допомагає фонду допомоги дітям з органічними ураженнями центральної нервової системи «Галча». Вона підтримує різні арт-проекти фонду, в тому числі благодійну виставу «СтіхоВаренье», який поставила Юлія Пересільд.
Влітку 2016 року стала опікуном благодійного фонду «Старість у радість». Разом з волонтерами вона здійснює поїздки в будинку для людей похилого віку, виступає на концертах, спілкується з підопічними.

## Вибіркова фільмографія
- Сабіна (2002)
- Вовкодав з роду Сірих Псів (2006)
- Татусеві доньки (2007—2013)
- Свої діти (2007)
- Кохання у великому місті (2009)
- Горобиновий вальс (2009)
- Червона шапочка (2012)
- Снігова королева (2012)
- Мій улюблений тато (2014)
- Корпоратив (2014)
- 72 години (2015)
- Осине гніздо (2016)
- Проба (2016)
- Улюблене місто (2016)
- Напарник (2017)
- Іванови-Іванови (2019)[3]
- Татусеві дочки.Нові (2023)

## Звання та нагороди
- 2004 — Приз глядацьких симпатій на IX Театральному Фестивалі «Московські Дебюти» (за роль у мюзиклі «Енні»).
- 2006 — Диплом «За талановиту акторську роботу» XIV Міжнародного Дитячого фестивалю «Артек» (за роль у фільмі «В полоні часу»).
- 2006 — Приз за найкращу дитячу роль на IV Фестивалі кіно «Московська прем'єра» («В полоні часу»).
- 2009 — Приз імені актора Юла Бріннер на VII Міжнародному кінофестивалі «Меридіани Тихого океану» як найперспективнішій молодій акторці.
- 2014 року — Приз XII фестивалю кіно і театру «Амурська осінь» в номінації «Найкраща жіноча роль» (за роль Марі у спектаклі «Блез»).